# Olbia (Francia)

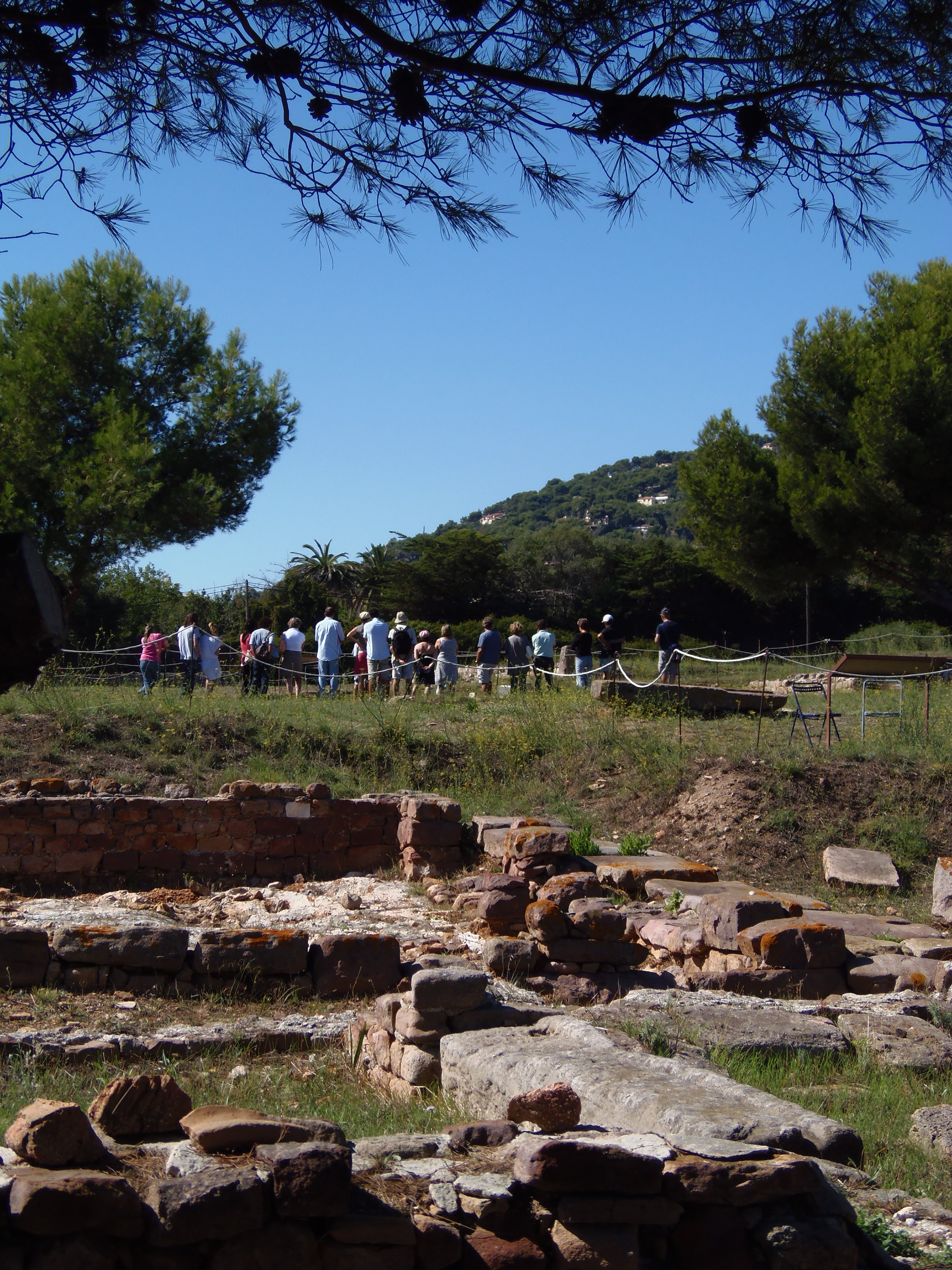
Gli scavi archeologici di Hyères, probabile sito dell'antica Olbia

Olbia (dal greco Ὀλβία, "fortunata") è una città greca fondata dai massalioti in Francia lungo la costa mediterranea di levante, utilizzata prevalentemente come scalo commerciale nelle rotte da Marisiglia verso Est (Italia e Grecia, per esempio).
Olbia è presente in qualche portolano e, in epoca romana, viene citata nell'elenco degli abitati costieri tra Marsiglia e Nizza, ma la sua ubicazione precisa non si è mai conosciuta, se si esclude la tradizione che la vuole localizzare nel territorio di Hyères. Ed è proprio qui, nella frazione de l'Almanarre, che durante uno scavo archeologico degli inizi del XX secolo viene trovata una città di stampo greco e in essa un'incontrovertibile iscrizione che afferma di trovarsi in Olbia.
Attualmente è l'unica città greca ritrovata su suolo francese conservata interamente.

## Struttura
Il piano della città risponde alle esigenze militari della piccola fortezza: a pianta quadrata, era protetta da uno spesso bastione, di 165 metri di lato, interrotto da quattro torri angolari e ulteriori quattro torri mediane, di cui due proteggevano la porta d'ingresso; il lato meridionale, affacciato sul mare, era invece continuo.
Due assi perpendicolari, EO e NS, dividevano la città in quattro quartieri identici, permettendo una ripartizione uguale tra i coloni. In ogni quartiere, due file di edifici rettangolari completavano il quadro.
L'unica porta d'ingresso alla città, carreggiabile, era situata a Est, lungo la perpendicolare EO. Le due torri che segnavano la porta si presentavano in successione, per creare una chicane protettiva, che si affacciava al porto, oggi insabbiato e sommerso (la riva attuale si è infatti ritirata rispetto all'epoca greco-romana).
La protezione spirituale era invece assicurata dal santuario di Artemide, situato al lato Ovest, al capo opposto della perpendicolare EO. Un ulteriore santuario, dedicato ad Afrodite, si trova a fianco delle terme romane settentrionali, nel quartiere NE. Sono state ritrovate delle incisioni che rivelano la presenza di divinità secondarie, come Eros e la Dea Madre.
L'acqua potabile era approvvigionata attraverso un pozzo che si trova nella piazza centrale all'intersezione dei due assi viari. È profondo otto metri. Venne utilizzato fino al III secolo
Attualmente la strada dipartimentale D559, a direzione EO, divide una piccola porzione meridionale dal resto della città. Al di là della strada, tra questa e la spiaggia, si trovano le rovine delle terme romane, edificate nel I secolo d.C. Sono dette "nuove", più grandi delle omologhe costruite all'interno delle mura greche, nel settore NE, a testimonianza, quindi, della vitalità del centro, che in epoca romana si sviluppava anche al di fuori dell'antico tracciato greco. Anche il porto greco presenta un allargamento di epoca romana, entrambi ora sommersi.
Sempre nel settore NE, sulle rovine dell'antica città abbandonata, nel 1221 fu costruita l'abbazia di San Pietro dell'Almanarre, occupato fino alla fine del XIV secolo. La chiesa, il cimitero e il muro del chiostro sono le sole vestigia che attualmente si riconoscono. La chiesa ha una pianta del tutto particolare, essendo il risultato di un allargamento della vecchia struttura: presenta infatti due navate di taglia e fattura differente.

## Storia
Intorno al 1200 a.C. i liguri colonizzano la costa provenzale. A Costebelle, sul promontorio di Notre Dame de la Consolation è presente un oppidum ligure.
Nel 900 a.C. vi si stabiliscono i fenici. Nell'800 a.C. circa i celti si fondono coi liguri di Provenza, formando la confederazione dei salluvi.
Tra 600 e 540 a.C. due flussi migratori di focesi dalla polis greca giungono in Provenza, dove fondano Marsiglia.
Alla fine del IV secolo a.C. i massalioti fondano la stazione marittima commerciale e militare di Olbia, ai piedi del promontorio Costebelle.
Nel 124 a.C. i romani, venuti in soccorso di Marsiglia contro i salluvi, si aggiudicano l'intera costa dal Var al Rodano, fino a conquistare tutto il territorio che si interponeva tra Italia e possedimenti iberici.
Nell'80 a.C. Scimno di Chio, geografo greco, situa Olbia presso Tauroeis (Saint-Cyr-sur-Mer?).
Nel 67 a.C. a Marco Pomponio viene affidato il compito di difendere il traffico marittimo contro la pirateria. A tal motivo fonda la fortezza militare di Pomponia, che si ipotizza possa essere sulla terraferma vicino ad Olbia o nell'isola di Meso (Penisola di Giens? Porquerolles? Port-Cros?), o tutt'e due.
Strabone descrive le isole Stoechades nel numero di cinque, tre più grandi e due piccole, "i massalioti le coltivano", "sono dei buoni approdi" e "posseggono una guarnigione, posta là a guardia delle incursioni dei pirati". Cita Olbia come colonia massaliota.
Nel 43 Pomponio Mela, geografo romano, situa Olbia tra Athenopolis (Saint-Tropez?) e Tauroentum (Saint-Cyr).
L'Antonini Itinerarium (160 d.C.) cita Pomponiana come un porto di galere romane, ma non Olbia.
Tolomeo invece situa Olbia sul territorio dei Commoni, a Est di capo Sicié (Six-Fours-les-Plages).
Nel 293 il Narbonnese viene diviso in due: ciò che si trova a Est del Rodano (e quindi anche Hyères) diventa Gallia Viennese, dalla città di Vienne. Nel 381 questa verrà smembrata, con la creazione della Narbonese II, con capitale Aquae Sextiae.
Nel V secolo Stefano di Bisanzio cita Olbia come città dei liguri presso il monte Olbianus (Monte degli Uccelli?).
La regione fu in ogni epoca soggetta a incursioni di pirati, ma naturalmente soprattutto a partire dal declino dell'Impero Romano. Anche via terra i pericoli abbondano: nel 578 i Longobardi, durante il cosiddetto periodo dei Duchi, invadono la Provenza merovingia: il re Gontrano li scaccia fino in Italia, ma Olbia è distrutta. È probabilmente di questi anni la transizione di Hyères da abitato periferico a punto di riferimento delle contrade d'intorno.
Nel 963 re Corrado delle due Borgogne concede il territorio di Hyères a l'abbazia benedettina di Montmajour, vicino ad Arles. È in questa carta che si cita per la prima volta Eyras, le saline e le zone di piscicultura.
Nel 1220 proprio sul sito della città venne edificata un'abbazia cistercense, dedicata a San Pietro dell'Almanarre. Pare che il nome della località derivi dall'arabo el manar, che significa "risplendente", "lucente", forse a indicare un faro importante installato nella zona. Una bolla papale del 1250 accorda loro protezione. Nel 1407 un altro documento papale, di Benedetto XIII afferma che il monastero situato al bordo del mare, scomparve in seguito alle guerre che desolarono la Provenza.

## Scavi archeologici
Nel XIX secolo molti si interessarono ai reperti archeologici dell'Almanarre, come il futuro re Federico VII di Danimarca nel 1843 e perfino Napoleone III, che per primo avviò un piano di conservazione del sito.
Il sindaco di Hyères Alphonse Denis diresse tra il 1844 e il 1846 i primi scavi sulla base dei quali vennero edite alcune pubblicazioni interamente dedicate a Olbia. Più tardi si interessò al sito il colonnello Jean Étienne Casimir Poitevin de Maureilhan nel 1904-1907, che sorvegliò i lavori all'estremità Sud del sito.
Il dubbio che si trattasse di Olbia o di Pomponiana venne sciolto quando nel 1909 venne scoperta, al basamento di una statua, la seguente iscrizione:
(Reperto AE 1910, 60)
Da allora gli scavi proseguirono in maniera altalenante. Jacques Coupry, dal 1947 al 1972, e Michel Bats, dal 1982, sono stati i principali investigatori, dirigendo le diverse campagne di scavo.